# Ängbacken (naturreservat)
Ängbacken (Valva äng) är ett naturreservat i Nyköpings kommun i Södermanlands län.
Området är naturskyddat sedan 1956 och är 3,5 hektar stort. Reservatet består av slåtteräng och trädklädd betesmark med gamla och grova ekar.

## Galleri

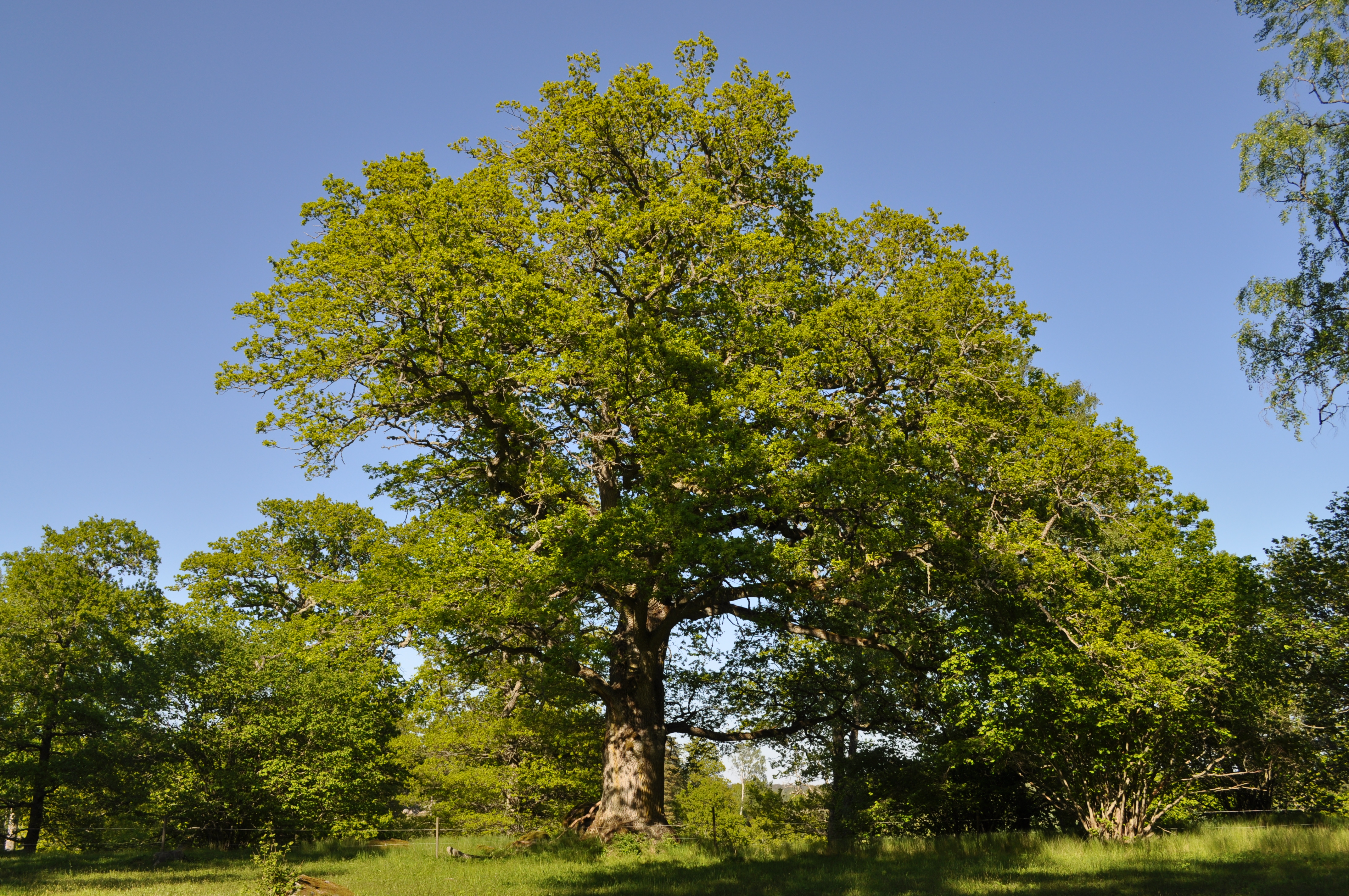
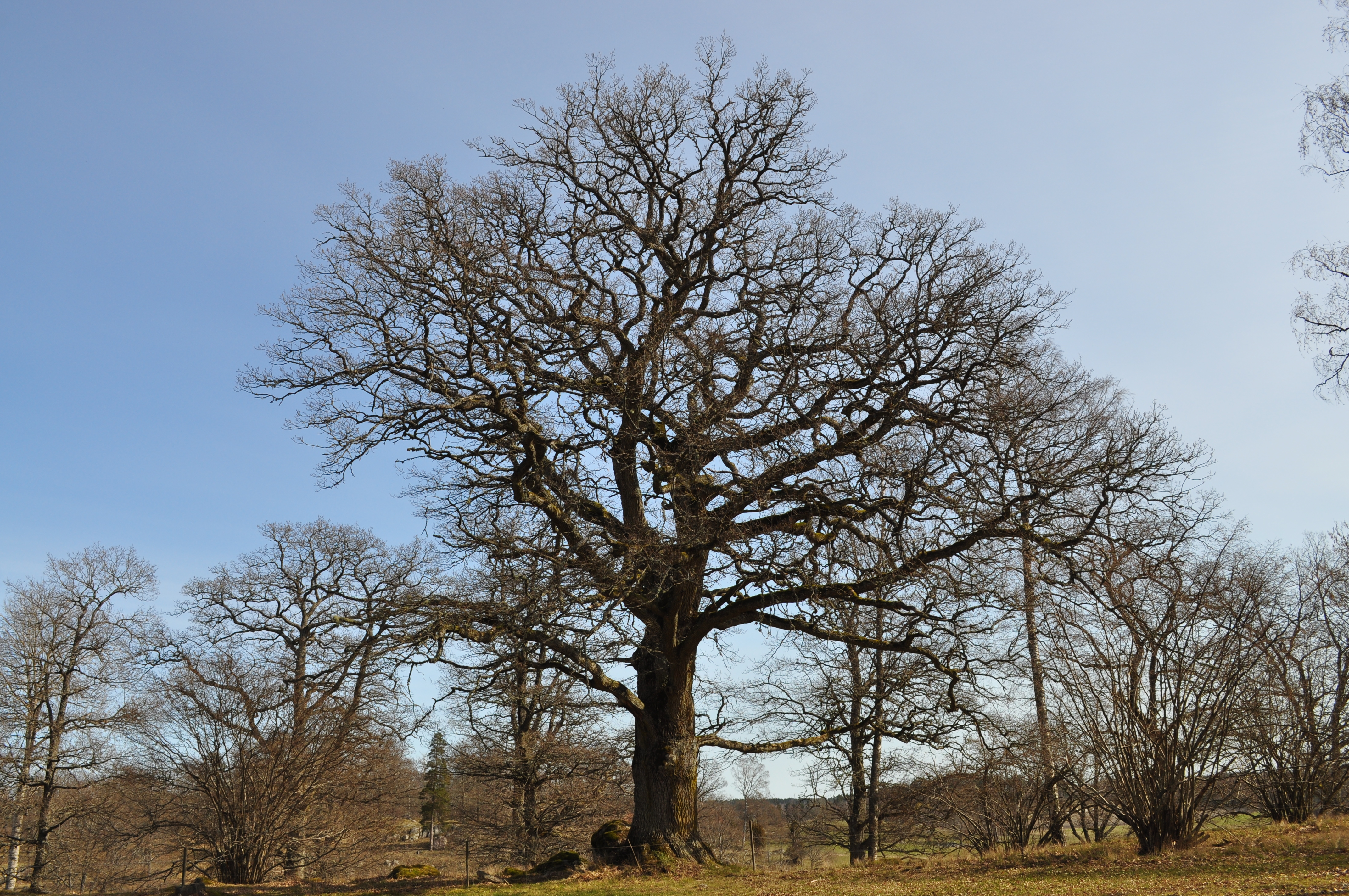
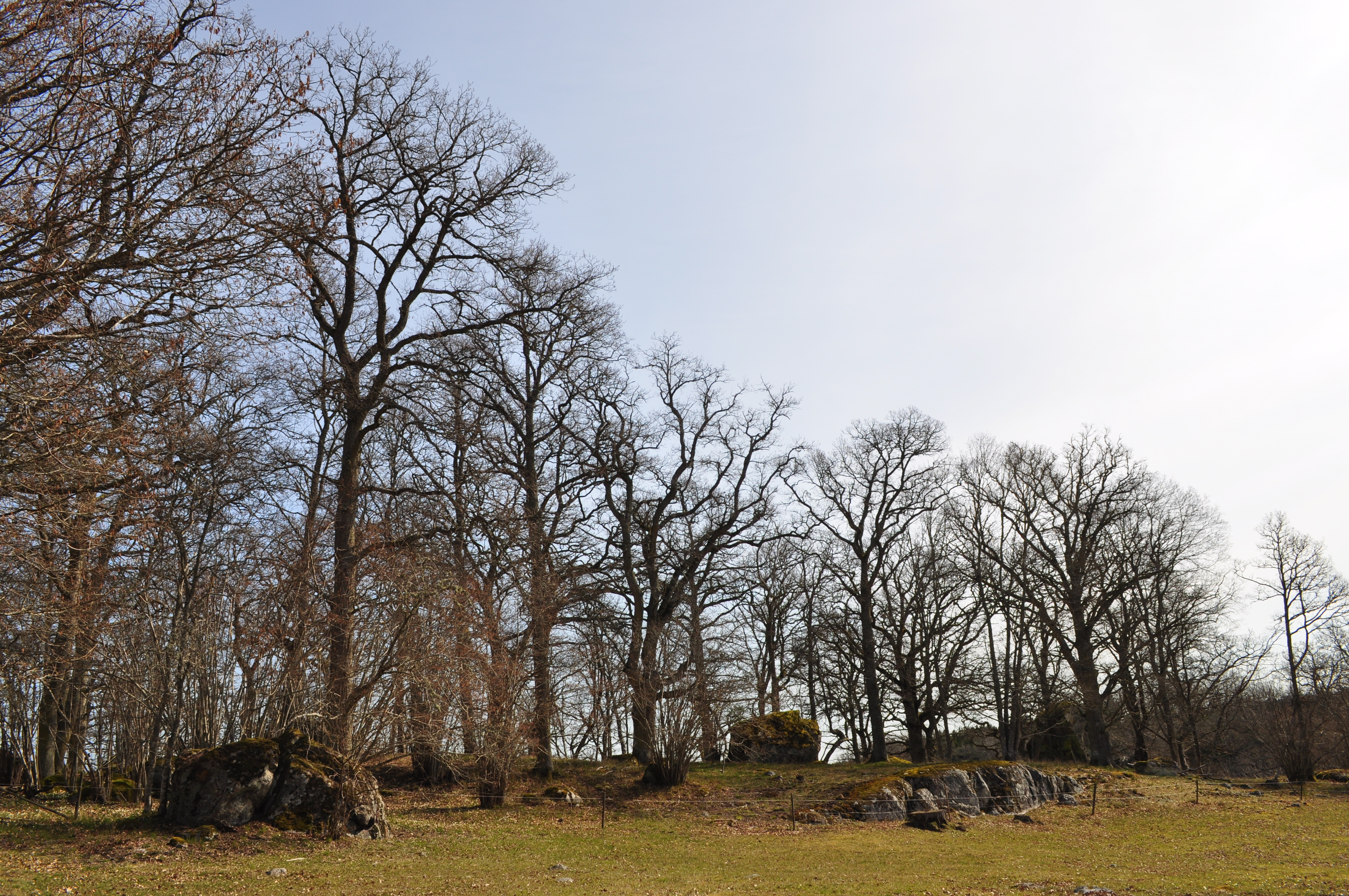
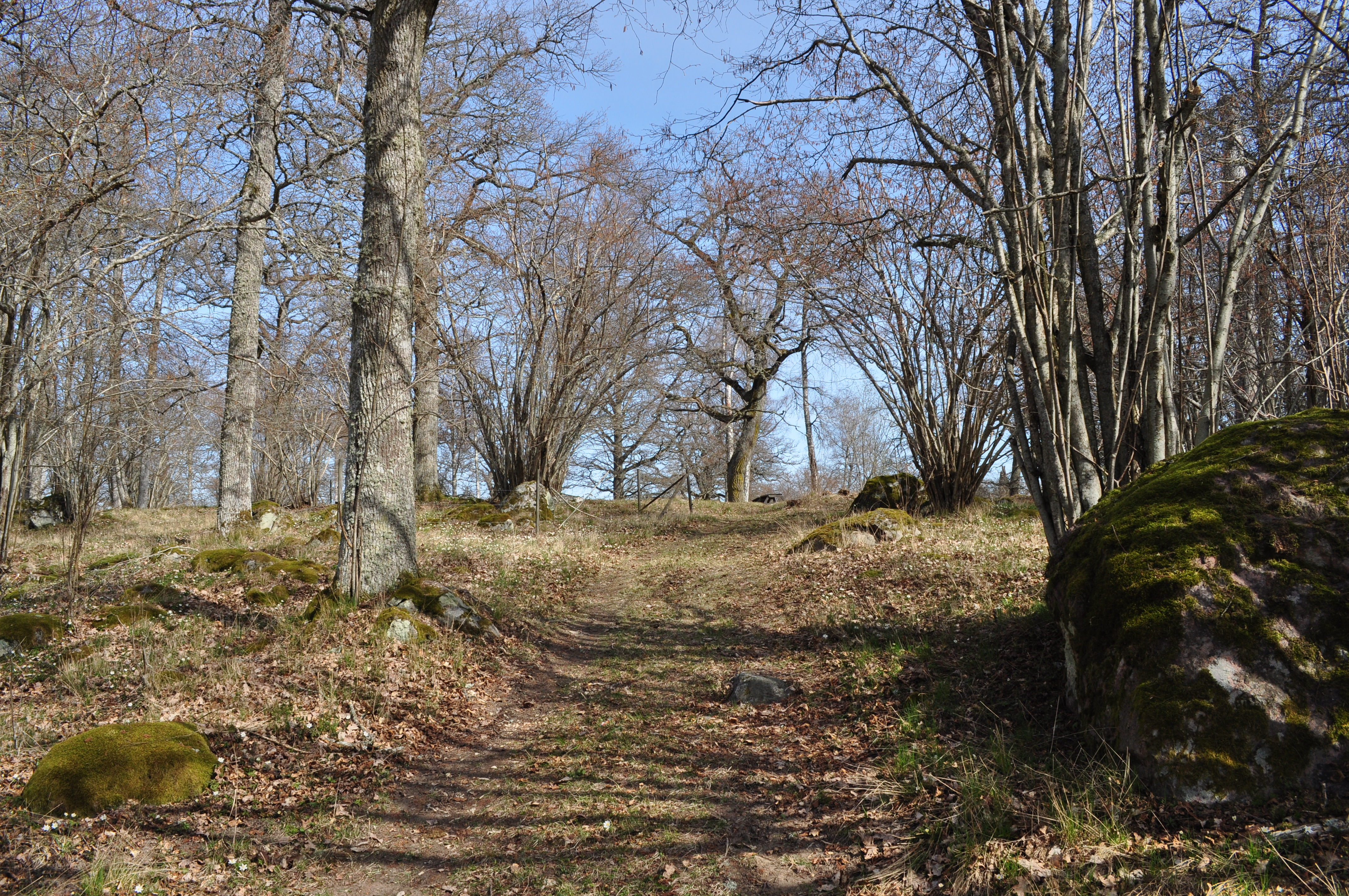
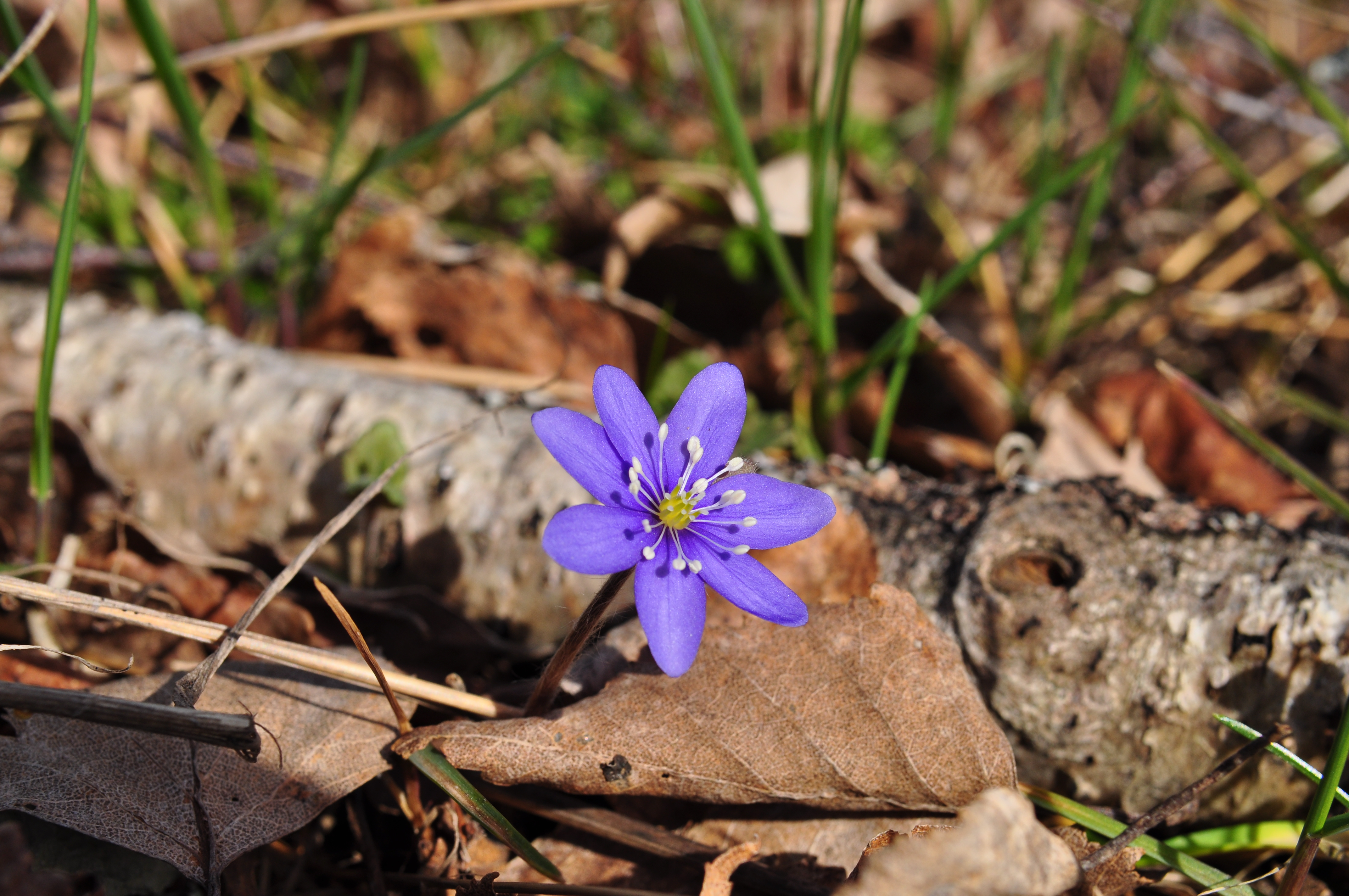